# Saint-Projet-Saint-Constant
Saint-Projet-Saint-Constant era una comuna francesa que estaba situada en el departamento de Charente, de la región de Nueva Aquitania que el 1 de enero de 2019 pasó a formar parte de la comuna nueva de La Rochefoucauld-en-Angoumois como comuna delegada.

## Historia
Fue creada en 1845 con la unión de las comunas de Saint-Constant y Saint-Projet.

## Demografía
| Gráfica de evolución demográfica de Saint-Projet-Saint-Constant entre 1846 y 2016 |
|                                                                                   |

Los datos demográficos contemplados en este gráfico de la comuna de Saint-Projet-Saint-Constant se han cogido de 1846 a 1999 de la página francesa EHESS/Cassini, y los demás datos de la página del INSEE.